# Synergus
Synergus is een geslacht van vliesvleugelige insecten van de familie Echte galwespen (Cynipidae).

## Soorten
- S. apicalis Hartig, 1841
- S. cerricolus Vassileva-Samnalieva, 1986
- S. clandestinus Weld, 1952
- S. consobrinus Girard in Houard, 1911
- S. crassicornis (Curtis, 1838)
- S. dacianus Kierych, 1985
- S. diaphanus Giraud in Houard, 1911
- S. exaratus Hartig, 1841
- S. flavipes Hartig, 1843
- S. gallaepomiformis (Fonscolombe, 1832)
- S. gallaepyriformis (Olivier, 1791)
- S. gallaeviscosae (Fairmaire, 1882)
- S. gallaicus Tavares, 1920
- S. hayneanus (Ratzeburg, 1833)
- S. ibericus Tavares, 1920
- S. ilicinus Barbotin, 1972
- S. incrassatus Hartig, 1840
- S. insuetus Tavares, 1920
- S. lusitanicus Tavares, 1901
- S. nigricornis Hartig, 1841
- S. pallicornis Hartig, 1841
- S. pallidipennis Mayr, 1873
- S. pallipes Hartig, 1840
- S. physoceras Hartig, 1843
- S. plagiotrochi Nieves-Aldrey & Pujade-Villar, 1987

- S. radiatus Mayr, 1873
- S. reinhardi Mayr, 1873
- S. rubricornis Tavares, 1920
- S. ruficornis Hartig, 1840
- S. samnalievae Pujade-Villar & Melika, 2003
- S. semisulcatus Kieffer, 1902
- S. subterraneus Giraud in Houard, 1911
- S. thaumacerus (Dalman, 1823)
- S. tibialis Hartig, 1840
- S. umbraculus (Olivier, 1791)
- S. variabilis Mayr, 1873
- S. vassilevaensis Pujade-Villar & Melika, 2003